# Seznam filmů podle komiksů DC Comics
Seznam filmů podle komiksů DC Comics uvádí chronologický přehled oficiálních filmů, které vznikly podle komiksové předlohy vydané vydavatelstvím DC Comics, nebo některým jiným vydavatelstvím, které je v majetku DC Comics.

## Hrané filmy

### Filmové seriály
| Rok  | Název                        | Studio            | Režie                                 | Scénář                                                                               | Poznámky                                  |
| ---- | ---------------------------- | ----------------- | ------------------------------------- | ------------------------------------------------------------------------------------ | ----------------------------------------- |
| 1941 | Adventures of Captain Marvel | Republic Pictures | William Witney a John English         | Ronald Davidson, Norman S. Hall, Arch B. Heath, Joseph Poland a Sol Shor             | komiks v té době vydáván u Fawcett Comics |
| 1942 | Spy Smasher                  | Republic Pictures | William Witney                        | Ronald Davidson, Norman S. Hall, William Lively, Joseph O'Donnell a Joseph F. Poland | komiks v té době vydáván u Fawcett Comics |
| 1943 | The Batman                   | Columbia Pictures | Lambert Hillyer                       | Victor McLeod, Leslie Swabacker a Harry L. Fraser                                    |                                           |
| 1946 | Hop Harrigan                 | Columbia Pictures | Derwin Abrahams                       | Ande Lamb a George H. Plympton                                                       |                                           |
| 1947 | The Vigilante                | Columbia Pictures | Wallace Fox                           | Lewis Clay, George H. Plympton a Arthur Hoerl                                        |                                           |
| 1948 | Superman                     | Columbia Pictures | Spencer Gordon Bennet a Thomas Carr   | Lewis Clay, Royal K. Cole, Arthur Hoerl, George H. Plympton a Joseph F. Poland       |                                           |
| 1948 | Congo Bill                   | Columbia Pictures | Spencer Gordon Bennet a Thomas Carr   | George H. Plympton, Arthur Hoerl a Lewis Clay                                        |                                           |
| 1949 | Batman and Robin             | Columbia Pictures | Spencer Gordon Bennet                 | George H. Plympton, Joseph F. Poland a Royal K. Cole                                 |                                           |
| 1950 | Atom Man vs. Superman        | Columbia Pictures | Spencer Gordon Bennet                 | David Mathews, George H. Plympton a Joseph F. Poland                                 |                                           |
| 1952 | Blackhawk                    | Columbia Pictures | Spencer Gordon Bennet a Fred F. Sears | Royal K. Cole, Sherman L. Lowe a George H. Plympton                                  | komiks v té době vydáván u Quality Comics |

### Celovečerní filmy
| Rok  | Název                                            | Distributor                              | Režie               | Scénář                                                             | Poznámky                                                  |
| ---- | ------------------------------------------------ | ---------------------------------------- | ------------------- | ------------------------------------------------------------------ | --------------------------------------------------------- |
| 1951 | Superman and the Mole Men                        | Lippert Pictures                         | Lee Sholem          | Richard Fielding                                                   | součást seriálu Adventures of Superman                    |
| 1966 | Batman                                           | 20th Century Fox                         | Leslie H. Martinson | Lorenzo Semple, Jr.                                                | odvozen od seriálu Batman                                 |
| 1978 | Superman                                         | Warner Bros. Pictures                    | Richard Donner      | Mario Puzo, David Newman, Leslie Newman a Robert Benton            | získal zvláštního Oscara                                  |
| 1980 | Superman 2                                       | Warner Bros. Pictures                    | Richard Lester      | Mario Puzo, David Newman a Leslie Newman                           |                                                           |
| 1982 | Msta příchozího z močálu                         | Embassy Pictures                         | Wes Craven          | Wes Craven                                                         |                                                           |
| 1983 | Superman 3                                       | Warner Bros. Pictures                    | Richard Lester      | David Newman a Leslie Newman                                       |                                                           |
| 1984 | Superdívka                                       | TriStar Pictures                         | Jeannot Szwarc      | David Odell                                                        |                                                           |
| 1987 | Superman 4                                       | Warner Bros. Pictures                    | Sidney J. Furie     | Lawrence Konner a Mark Rosenthal                                   |                                                           |
| 1989 | Návrat muže z bažin                              | Millimeter Films                         | Jim Wynorski        | Derek Spencer a Grant Morris                                       |                                                           |
| 1989 | Batman                                           | Warner Bros. Pictures                    | Tim Burton          | Sam Hamm a Warren Skaaren                                          | získal jednoho Oscara                                     |
| 1992 | Batman se vrací                                  | Warner Bros. Pictures                    | Tim Burton          | Daniel Waters                                                      |                                                           |
| 1995 | Batman navždy                                    | Warner Bros. Pictures                    | Joel Schumacher     | Lee Batchler, Janet Scott Batchler a Akiva Goldsman                |                                                           |
| 1997 | Batman a Robin                                   | Warner Bros. Pictures                    | Joel Schumacher     | Akiva Goldsman                                                     |                                                           |
| 1997 | Supertajná zbraň                                 | Warner Bros. Pictures                    | Kenneth Johnson     | Kenneth Johnson                                                    |                                                           |
| 2004 | Catwoman                                         | Warner Bros. Pictures                    | Pitof               | John Brancato, Michael Ferris a John Rogers                        |                                                           |
| 2005 | Constantine                                      | Warner Bros. Pictures                    | Francis Lawrence    | Kevin Brodbin a Frank Cappello                                     |                                                           |
| 2005 | Batman začíná                                    | Warner Bros. Pictures                    | Christopher Nolan   | Christopher Nolan a David S. Goyer                                 |                                                           |
| 2006 | V jako Vendeta                                   | Warner Bros. Pictures                    | James McTeigue      | bratři Wachowští                                                   |                                                           |
| 2006 | Superman se vrací                                | Warner Bros. Pictures                    | Bryan Singer        | Michael Dougherty a Dan Harris                                     |                                                           |
| 2006 | Superman II: Verze Richarda Donnera              | Warner Bros. Pictures                    | Richard Donner      | Mario Puzo, David Newman a Leslie Newman                           | režisérský sestřih filmu Superman 2                       |
| 2008 | Temný rytíř                                      | Warner Bros. Pictures                    | Christopher Nolan   | Jonathan Nolan a Christopher Nolan                                 | získal dva Oscary                                         |
| 2009 | Strážci – Watchmen                               | Warner Bros. Pictures Paramount Pictures | Zack Snyder         | David Hayter a Alex Tse                                            |                                                           |
| 2010 | Jonah Hex                                        | Warner Bros. Pictures                    | Jimmy Hayward       | Neveldine & Taylor                                                 |                                                           |
| 2011 | Green Lantern                                    | Warner Bros. Pictures                    | Martin Campbell     | Greg Berlanti, Michael Green, Marc Guggenheim a Michael Goldenberg |                                                           |
| 2012 | Temný rytíř povstal                              | Warner Bros. Pictures                    | Christopher Nolan   | Jonathan Nolan a Christopher Nolan                                 |                                                           |
| 2013 | Muž z oceli                                      | Warner Bros. Pictures                    | Zack Snyder         | David S. Goyer                                                     | součást série DC Extended Universe                        |
| 2016 | Batman v Superman: Úsvit spravedlnosti           | Warner Bros. Pictures                    | Zack Snyder         | Chris Terrio a David S. Goyer                                      | součást série DC Extended Universe                        |
| 2016 | Sebevražedný oddíl                               | Warner Bros. Pictures                    | David Ayer          | David Ayer                                                         | součást série DC Extended Universe, získal jednoho Oscara |
| 2017 | Wonder Woman                                     | Warner Bros. Pictures                    | Patty Jenkins       | Allan Heinberg                                                     | součást série DC Extended Universe                        |
| 2017 | Liga spravedlnosti                               | Warner Bros. Pictures                    | Zack Snyder         | Chris Terrio a Joss Whedon                                         | součást série DC Extended Universe                        |
| 2018 | Aquaman                                          | Warner Bros. Pictures                    | James Wan           | Will Beall                                                         | součást série DC Extended Universe                        |
| 2019 | Shazam!                                          | Warner Bros. Pictures                    | David F. Sandberg   | Henry Gayden                                                       | součást série DC Extended Universe                        |
| 2019 | Joker                                            | Warner Bros. Pictures                    | Todd Phillips       | Todd Phillips a Scott Silver                                       | získal dva Oscary                                         |
| 2020 | Birds of Prey (Podivuhodná proměna Harley Quinn) | Warner Bros. Pictures                    | Cathy Yan           | Christina Hodson                                                   | součást série DC Extended Universe                        |
| 2020 | Wonder Woman 1984                                | Warner Bros. Pictures                    | Patty Jenkins       | Patty Jenkins, Geoff Johns a David Callaham                        | součást série DC Extended Universe                        |
| 2021 | Sebevražedný oddíl                               | Warner Bros. Pictures                    | James Gunn          | James Gunn                                                         | součást série DC Extended Universe                        |
| 2022 | Batman                                           | Warner Bros. Pictures                    | Matt Reeves         | Matt Reeves a Peter Craig                                          |                                                           |

### Filmy podle komiksů z vydavatelství, které jsou součástí DC
| Rok           | Název             | Distributor                          | Režie              | Scénář                        | Poznámky              |
| Paradox Press | Paradox Press     | Paradox Press                        | Paradox Press      | Paradox Press                 | Paradox Press         |
| ------------- | ----------------- | ------------------------------------ | ------------------ | ----------------------------- | --------------------- |
| 2002          | Road to Perdition | DreamWorks Pictures 20th Century Fox | Sam Mendes         | David Self                    | získal jednoho Oscara |
| 2005          | Dějiny násilí     | New Line Cinema                      | David Cronenberg   | Josh Olson                    |                       |
| Vertigo       |                   |                                      |                    |                               |                       |
| 2010          | Parchanti         | Warner Bros. Pictures                | Sylvain White      | Peter Berg a James Vanderbilt |                       |
| WildStorm     |                   |                                      |                    |                               |                       |
| 2003          | Liga výjimečných  | 20th Century Fox                     | Stephen Norrington | James Dale Robinson           |                       |
| 2010          | Red               | Summit Entertainment                 | Robert Schwentke   | Jon Hoeber a Erich Hoeber     |                       |
| 2013          | Red 2             | Summit Entertainment Lionsgate       | Dean Parisot       | Jon Hoeber a Erich Hoeber     |                       |

### Televizní filmy
| Rok  | Název                                  | Stanice          | Režie                 | Scénář                         | Poznámky                                          |
| ---- | -------------------------------------- | ---------------- | --------------------- | ------------------------------ | ------------------------------------------------- |
| 1974 | Wonder Woman                           | ABC              | Vincent McEveety      | John D. F. Black               | pilotní film pro nerealizovaný seriál             |
| 1975 | It's a Bird…It's a Plane…It's Superman | ABC              | Jack Regas            | Romeo Muller                   | TV adaptace stejnojmenného broadwayského muzikálu |
| 1997 | Justice League of America              | nevysíláno v USA | Felix Enriquez Alcala | Lorne Cameron a David Hoselton | pilotní film pro nerealizovaný seriál             |

### Krátké filmy
| Rok  | Název                  | Producent                                | Režie       | Scénář                                                | Poznámky                                          |
| ---- | ---------------------- | ---------------------------------------- | ----------- | ----------------------------------------------------- | ------------------------------------------------- |
| 1954 | Stamp Day for Superman | United States Department of the Treasury | Thomas Carr | David T. Chantler, Whitney Ellsworth a Jackson Gillis | krátký film natočený pro Ministerstvo financí USA |